# 前澤寛之
前澤 寛之（まえざわ ひろゆき、1980年4月23日 - ）は、日本の作曲家、編曲家。Tokyo 7th シスターズなどで使われているHiroyuki Maezawaと同一人物。

## 来歴
幼小よりピアノを習い、高校時代からギター、バンド活動を行い、やがて上京。通信カラオケや着メロ制作などのディレクターを経て、作家活動を開始。『けいおん!!』の1期、2期のエンディング曲を作曲、劇中歌やイメージソングを手がける。AKB48、北乃きい、平野綾、Little Blue boXなどにも楽曲を提供。

## 主な 楽曲提供

### テレビアニメ
- アイドルマスター XENOGLOSSIA
  - 悠久の旅人~Dear Boy
- 一騎当千 Great Guardians
  - 時の扉
- 一騎当千 Dragon Destin
  - 硝子の花
- ギャラクシーエンジェる〜ん
  - サヨナラ1分ユメ9分
- けいおん!
  - Don't say "lazy"
  - ふわふわ時間
  - カレーのちライス
  - Heart Goes Boom!!
  - プロローグ
- けいおん!!
  - Listen!!
  - ぴゅあぴゅあはーと
  - NO,Thank You!
  - Girls in Wonderland
  - U&I
  - しあわせ日和
  - 青春Vibration
  - 蒼空のモノローグ
  - ときめきシュガー
- こどものじかん
  - れっつ!おひめさまだっこ
- School Days
  - ワルツ
- ストロベリー・パニック
  - くちびる白昼夢
- ひぐらしのなく頃に煌
  - Happy!Lucky!Dotchy!
- ひだまりスケッチ
  - スケッチスイッチ
- Master of Epic The Animation Age
  - まもらせて…
- まもって!ロリポップ
  - Poppin' Heartはひとつだけ?
- ダンボール戦機
  - 1ドリーム
  - 以心伝心
  - Great Future War
- ダンボール戦機W
  - BRAVE HERO

### 劇場版アニメ
- 映画けいおん!
  - Singing!

### 歌手
- AKB48
  - 気になる転校生
  - RUN RUN RUN
- 北乃きい
  - Darl : orz
- 真田アサミ
  - 小さな翼
  - ここにあるから
- 平野綾
  - 明日のプリズム
- ぱすぽ☆
  - Starting Over
- 原田ひとみ
  - Scarlet Emblem
  - Bravery
- メロン記念日
  - LEATHER
- 日笠陽子
  - 「けいおん！」関係（前述参照）
  - Neo Image（作曲）

### テレビ番組
- 汐留☆イベント部
  - DON’T CRY BABY

### ゲーム内楽曲
- Tokyo 7th シスターズ
  - THUNDERBOLT
  - TREAT OR TREAT?
  - Crazy Girl's Beat
  - Purple Raze

## 出演
- トムハック社長の【とむちゃんねる】音楽(作曲家)対談     2020 4/21(前編) 4/27(後編)

| スタブアイコン | サブスタブ | この項目は、まだ閲覧者の調べものの参照としては役立たない、音楽関係者（バンド等）に関連した書きかけの項目です。この項目を加筆・訂正などしてくださる協力者を求めています（P:音楽/PJ:芸能人）。 |